# Thomas Gröger (Eishockeyspieler)
Thomas Gröger (* 24. Februar 1966 in Füssen) ist ein ehemaliger deutscher Eishockeyspieler, der unter anderem für den Kölner EC, Schwenninger ERC, Augsburger EV und die Ratinger Löwen in der Bundesliga bzw. Deutschen Eishockey Liga (DEL) aktiv war. Mit Köln wurde er zweimal Deutscher Meister.

## Karriere
Thomas Gröger spielte schon im Nachwuchs für den EV Füssen, für den er in der Saison 1983/84 sein Debüt im Seniorenbereich gab. Zudem kam er bis 1986 auch regelmäßig in den Nachwuchsnationalmannschaften des Deutschen Eishockey-Bundes zum Einsatz. Mit der U18-Auswahl nahm er an der Europameisterschaft 1984 teil, bei der er mit sechs Treffern in fünf Partien zu den auffälligsten deutschen Akteuren zählte. Als U20-Nationalspieler wurde er für zwei Weltmeisterschaften nominiert.
Nach drei Jahren in der ersten Mannschaft seines Heimatvereins wurde Gröger im Jahr 1986 vom Kölner EC (KEC) aus der Bundesliga verpflichtet. Mit den Haien wurde er in den Jahren 1987 und 1988 jeweils Deutscher Meister, im Jahr 1991 folgte eine Vizemeisterschaft. In fünf Jahren für den KEC absolvierte er insgesamt 233 Spiele, in denen er 27 Tore erzielte. Eine weitere Bundesliga-Station war ab 1991 der Schwenninger ERC, den er nach zwei Jahren verließ, um zum Augsburger EV in die 2. Bundesliga zu wechseln. Mit Augsburg gewann er in der Saison 1993/94 die Meisterschaft, damit gehörte das Team im Sommer 1994 zu den Gründungsmitgliedern der Deutschen Eishockey Liga (DEL).
Nach einer zweiten Spielzeit in Augsburg lief Gröger ein Jahr lang für die Ratinger Löwen auf, bevor er in der Saison 1996/97 den Zweitligisten Iserlohner EC verstärkte. Es folgte ein Jahr ohne Verein, bevor er in der Spielzeit 1998/99 für den Viertligisten ESC München auflief. Mit dem Aufstieg in die Oberliga ging seine Karriere dann zu Ende.

## Erfolge und Auszeichnungen
- 1987 Deutscher Meister mit dem Kölner EC
- 1988 Deutscher Meister mit dem Kölner EC
- 1994 Meister der 2. Bundesliga mit dem Augsburger EV
- 1999 Aufstieg in die Oberliga mit dem ESC München

## Karrierestatistik

### International
Vertrat Deutschland bei:
- U18-Junioren-Europameisterschaft 1984
- U20-Junioren-Weltmeisterschaft 1985
- U20-Junioren-Weltmeisterschaft 1986

(Legende zur Spielerstatistik: Sp oder GP = absolvierte Spiele; T oder G = erzielte Tore; V oder A = erzielte Assists; Pkt oder Pts = erzielte Scorerpunkte; SM oder PIM = erhaltene Strafminuten; +/− = Plus/Minus-Bilanz; PP = erzielte Überzahltore; SH = erzielte Unterzahltore; GW = erzielte Siegtore; 1 Play-downs/Relegation; Kursiv: Statistik nicht vollständig)